# Залишок (біохімія)
Залишок у біохімії та молекулярній біології — структурна одиниця біополімеру, що складається з амінокислот та цукрів; частина мономеру, що залишається незмінною після включення його в біополімер. Наприклад, залишками прийнято називати амінокислотні ланки, що входять до складу пептиду. Залишки вже не є амінокислотами, оскільки внаслідок реакції конденсації вони втратили по одному атому водню з аміногрупи і гідроксил, що входить до складу карбоксильної групи. Крім того, залишками також вважають N-кінцеву і C-кінцеву амінокислоти пептиду. Таким чином, залишок у біохімії можна визначити, як ту частину молекули, яка залишається незмінною після відщеплення від неї H+ та/або OH-.
Поняття залишку не тотожне поняттю функціональної групи: один залишок, наприклад, амінокислоти чи цукру може нести в собі кілька функціональних груп.